# Pseudohistorie
Pseudohistorie je forma pseudovědy, která se pokouší zkreslit nebo překroutit historické záznamy, často za použití metod, které se podobají metodám používaným v legitimním historickém výzkumu. Příbuzný termín kryptohistorie se používá pro pseudohistorii založenou na pověrách vlastních okultismu nebo z nich odvozenou. Pseudohistorie souvisí s pseudovědou a pseudoarcheologií a používání těchto termínů se může občas překrývat. Ačkoli pseudohistorie má mnoho podob, vědci identifikovali mnoho rysů, které bývají pseudohistorickým dílům společné. Jedním z těchto rysů je, že pseudohistorie je téměř vždy motivována současnou politickou, náboženskou nebo osobní agendou. Pseudohistorie také často předkládá velkou lež nebo senzační tvrzení o historických faktech, která by vyžadovala radikální revizi (přepsání) historických záznamů.
Dalším velmi častým rysem pseudohistorie je předpoklad, že mezi učenci existuje spiknutí s cílem potlačit "pravdivé" dějiny ve prospěch "hlavního proudu historie", což je běžně potvrzováno propracovanými konspiračními teoriemi. Práce z oblasti pseudohistorie se často opírají výhradně o zdroje, které zdánlivě podporují prosazovanou tezi, zatímco ignorují zdroje, které jsou s ní v rozporu. Mnohá pseudohistorická díla považují mýty, legendy a další nespolehlivé zdroje za doslovnou historickou pravdu, přičemž ignorují nebo odmítají důkazy o opaku. Někdy může pseudohistorické dílo zaujmout pozici krajního skeptika, někdy trvá na tom, že ve skutečnosti nic takového jako historická pravda neexistuje a že každá hypotéza je stejně dobrá jako kterákoli jiná. Mnohá pseudohistorická díla spojují pouhou možnost se skutečností a předpokládají, že pokud se něco mohlo stát, pak se to skutečně stalo.